# Нгорореро
Нгорореро (на френски: Ngororero) е град в Руанда, Западна провинция. Административен център на окръг Нгорореро. През 2012 г. градът има 34 559 жители.